# 芬兰共产党 (1994年)
芬兰共产党（芬蘭語：Suomen Kommunistinen Puolue，缩写为SKP，缩写为FKP）是芬兰的一个共产主义政党。

## 历史
该党的历史可追溯至1984年出现的芬兰共产党反对派。1986年，当时的芬兰共产党开除了8个反对派区组织，这些反对派遂另外组建了名为芬兰共产党（团结）的政党。1994年，该党改名芬兰共产党。1997年，该党正式注册。该党从未取得过芬兰议会席位。2012年，该党提名的9名候选人当选市镇议员。2013年，该党有党员2000-3000人。由于未能在连续两次的议会选举中取得任何席位或者在全国范围内取得超过2%的选票，该政党在2019年芬兰议会选举后从注册政党名单中除名。2021年3月1日该党重新登记注册。